# Nick Fury (Marvel Cinematic Universe)
Nick Fury je fiktivní postava hraná Samuelem L. Jacksonem z filmové franšízy Marvel Cinematic Universe. Postava je založená na stejnojmenné postavě z komiksů Marvel Comics.
Fury je jednou z vedlejších postav, ale i tak se od prvního výskytu ve filmu Iron Man objevil v dalších 11 filmech a ve třech seriálech.

## Fiktivní biografie

### Počáteční vývoj
Nick Fury se narodil v Huntsville v Alabamě v roce 1950. Po absolvování střední školy vstoupil do armády Spojených států a nakonec se stal plukovníkem. Později opustil armádu a připojil se k CIA, kde během studené války sloužil jako špión. Nakonec byl přijat do tajné špionážní agentury S.H.I.E.L.D.
V roce 1995 přistál člen rasy Kree v Los Angeles a agent Fury s Coulsonem ho začali vyšetřovat. V následném útoku Skrullů, Fury zabije Coulsona, ale ukáže se, že to byl pouze Skrull, který se za něj vydával. Velitel Skrullů Talos, přeměněný za Furyho šéfa Kellera, nařídí Furymu, aby spolupracoval s Versovou, členem, který záhadně přistál na Zemi. Fury a Versová zjistí, že Versová byla pilot, o kterém se předpokládalo, že zemřela v roce 1989 při testování experimentálního proudového motoru. Poté, co Fury informuje S.H.I.E.L.D. o jejich pozici, dorazí tým vedený Talosem v přestrojení za ředitele Kellera. Fury objeví Talosovu lest a pomůže Versové uprchnout v nákladním letadle. Odletí do Louisiany, aby se setkali s bývalou pilotkou Marií Rambeauovou, poslední osobou, která viděla Versovou naživu. Později Danversová (Versová), Talos, Fury a Rambeau lokalizují maskovanou laboratoř obíhající kolem Země, kde bylo ukrytých několik Skrullů, včetně Talosovy rodiny, a Teserakt. Později Goose, kočka, kterou si Fury vzal do vesmíru s sebou, spolkne Teserakt a vyškrábne Furymu levé oko. Danversová poté odjíždí, aby pomohla Skrullům najít nový svět, a nechá Furymu upravený pager, aby ji v případě nouze kontaktoval. Mezitím Fury vypracuje iniciativu na vyhledání hrdinů jako Danversová a pojmenuje ji podle svého volacího znaku letectva „Avengers“.
Později se Fury stal zástupcem náčelníka stanice S.H.I.E.L.D.u v Bogotě, kde „prokázal svou vůdčí sílu“ záchranou rukojmích zajatých kolumbijskými rebely ve velvyslanectví země, včetně dcery tehdejšího ředitele S.H.I.E.L.D.u Alexander Pierce, což přimělo Pierce, aby jmenoval Furyho ředitelem S.H.I.E.L.D., zatímco Pierce vstoupil do Světové bezpečnostní rady.

### Sestavení Avengers
V roce 2010 navštívil Fury Tonyho Starka v jeho domě v Malibu a rekrutoval ho do „Iniciativy Avengers“.
O šest měsíců později v roce 2011 přijde Fury ke Starkovi v restauraci a odhalí, že Starkova nová asistentka Natalie Rushmanová je ve skutečnosti agentka S.H.I.E.L.D.u Nataša Romanovová a že jeho otec Howard Stark byl zakladatel S.H.I.E.L.D.u, kterého Fury osobně znal. Fury vysvětlí Starkovi, že Vankův otec Anton a Howard vynalezli společně obloukový reaktor, ale když se ho Anton pokusil prodat, Howard ho nechal deportovat. Fury dává Starkovi část starého materiálu jeho otce, což umožňuje Starkovi syntetizovat nový prvek pro jeho obloukový reaktor, díky čemuž skončí Starkova závislost na palladiu. Později Fury informuje Starka, že kvůli jeho obtížné osobnosti ho S.H.I.E.L.D. hodlá využít pouze jako poradce.
Krátce před bitvou o New York v roce 2012 požádá Fury doktora Erika Selviga aby nastudoval Teserakt. Mezitím Fury v New Yorku dohlíží na znovu-zapojení Steva Rogerse do společnosti.
Fury je poté přítomen se svou kolegyní Marií Hillovou v zařízení S.H.I.E.L.D.u, když přijde Loki ukrást Teserakt a když převezme kontrolu nad agentem Bartonem a doktorem Selvigem. Fury zavolá Romanovovou, Starka, Rogerse a Bruce Bannera, aby bojovali s Lokim. Později Fury využije Coulsonovu smrt k motivaci Avengerů, nyní včetně Thora, k týmové práci, což vedlo k jejich postavení proti Lokimu a armádě Chitauri v New Yorku. Když Rada Světové bezpečnosti schválí odpálení jaderné bomby na město, aby porazilo invazi, Fury použije raketomet k vyřazení jednoho ze dvou tryskových letadel startujících na danou misi, ale na zastavení druhého, který odpálí raketu, je příliš pozdě. Raketu však vezme Stark a vnese jí do červí díry.
Po Lokiho porážce Fury povolí použití mimozemské technologie k vzkříšení Coulsona ze smrti.

### Boj proti Hydře

#### Svržení Hydry
V roce 2014 odhalí Fury Rogersovi "Projekt Insight" – tři helikariéry S.H.I.E.L.D.u vyzbrojené špionážními satelitně naváděnými děly, určené k preventivnímu odstranění hrozeb. Helikariéry jsou schopné nepřetržitého suborbitálního letu, díky novým motorům navrženým Starkem a jejich zbraně mohou zabít až 1 000 cílů za minutu. Nicméně, když je projektu chybí několik týdnů do dokončení, Fury začne být podezřelý ohledně projektu. Najme alžírského žoldáka Georgese Batroca jako krytí, aby mohla Romanovová s Rogersem získat data týkající se Insightu. Ačkoli je Romanovová úspěšná, Fury nedokáže data dešifrovat, což zvýší jeho podezření a nutí Pierce, aby projekt odložil. Krátce poté se pokusí Hydra zabít Furyho a ukáže se, že Hydra převzala kontrolu nad S.H.I.E.L.D.em. Svět si myslí že Furyho zabil jejich nejnebezpečnější vrah, Winter Soldier, ale odhalí se, že Fury předstíral svou smrt pomocí tetrodotoxinu B, léku navrženého Bannerem, který je schopen zpomalit srdce na 1 úder za minutu. Hillová vezme Rogerse, Wilsona a Romanovovou, aby ho viděli živého ve skrytém bunkru. Poté, co se ukázalo, že Pierce pracuje pro Hydru, se Fury znovu objeví, aby odpojil Hydru od počítačů S.H.I.E.L.D.u, což donutilo Pierce odemknout databázi S.H.I.E.L.Du, aby Romanovová mohla nechat uniknout informace a vystavit Hydru veřejnosti. Fury prozradí, že ačkoli ho Pierce vymazal ze systému, Fury může provést záložní sken jeho levého, nefunkčního oka. Poté řekne Rogersovi, Wilsonovi a Romanovové, že se mají ukrýt v Evropě, aby zničili více buněk Hydry.

#### Záchrana S.H.I.E.L.D.u
Jakmile je plán Hydry zmařen, Fury začne pomáhat agentům S.H.I.E.L.D.u po těchto událostech. Zachrání Lea Fitze a Jemmu Simmonsovou před utonutím v oceánu a poskytne Coulsonovi, že mu pomůže s odstraněním nepřátelských vojáků. Poté se střetnou s Johnem Garrettem a Deathlokem. Následně Coulson odpaří Garretta a kritizuje Furyho za použití GH-325 k jeho oživení. Fury mu odpoví, že si ho váží stejně jako kteréhokoli Avengera, protože představuje srdce a morální centrum S.H.I.E.L.D.u. Prohlásí Coulsona za nového ředitele S.H.I.E.L.D.u, pověří ho znovu vybudováním organizace od nuly a vybaví ho "pomocníčkem", který obsahuje užitečná data.

### Boj proti Ultronovi
V roce 2015 dorazí Fury do Bartonova domu, aby pomohl a motivoval Avengers k zastavení Ultrona. Fury, Hillová a další bývalí agenti S.H.I.E.L.D.u použijí opravený původní helikariér na pomoc Avengers v Sokovii během závěrečné bitvy proti Ultronovi. Později dohlíží na přechod Avengers do nové základny Avengers. Phil Coulson následně odhalí Gonzalesovi a jeho představenstvu, že s Furym zjistili, že původní helikariér přežil útok Hydry a tak jej opravili.

### Následky Infinity War
V roce 2018 cestují Fury a Hillová do Atlanty a diskutují o tom, kde se Avengers nacházejí, ale poté, co se Hillová nečekaně rozpadne, Fury použije pager od Danversové, než se rozpadne také. V roce 2023 se Fury vrátí k životu a ukáže se na Starkově pohřbu, později jmenuje Talose a Sorena, aby se za něj a Hillovou vydávali, zatímco si bere dovolenou ve vesmíru na kosmické lodi Skrullů.
V roce 2024 Talos říká Furymu, že „dítě“ dostalo Starkovi brýle a lidé se ptají, co se stalo Avengers. Fury, stále ve vesmíru, vypne hovor a zeptá se, kde má boty.

## Alternativní verze

### Co kdyby…?

#### Návrat Carterové
V jedné alternativní časové ose se Fury a Clint Barton setkají s Peggy Carterovou poté, co dorazí portálem otevřeným pomocí Teseraktu.

#### Smrt Avengers
V alternativním roce 2011, během náboru do iniciativy Avengers, jsou všichni kandidáti zavražděni jeden po druhém. Fury vyšetřuje tato úmrtí, dokud si neuvědomí, že jsou spojeni s jeho rozhodnutím rekrutovat Hope van Dyne do S.H.I.E.L.D.u. Na základě těchto znalostí se spojí s Lokim a odcestuje do San Franciska na souboj proti Hanku Pymovi. Poté, co porazí Pyma, se Loki rychle stane vládcem Země a Fury restartuje nábor na iniciativu Avengers tím, že najde Rogersovo tělo a pozdraví Danversovou.

#### Zastavení Thorovy párty
V alternativní časové linii se Fury pokusí promluvit s Thorem, když jeho dovádění začne způsobovat celosvětový vandalismus, ale Korg ho omylem srazil a Fury upadl do kómatu.

## Výskyt

### Filmy
- Iron Man (potitulková scéna)
- Iron Man 2
- Thor (potitulková scéna)
- Captain America: První Avenger
- Avengers
- Captain America: Návrat prvního Avengera
- Avengers: Age of Ultron
- Avengers: Infinity War (potitulková scéna)
- Captain Marvel
- Avengers: Endgame
- Spider-Man: Daleko od domova (potitulková scéna)
- Marvels

### Seriály
- Agenti S.H.I.E.L.D. [5]
- Co kdyby…?
- Tajná invaze